# Liomorpha nigrirostris
Liomorpha nigrirostris är en stekelart som beskrevs av Szepligeti 1914. Liomorpha nigrirostris ingår i släktet Liomorpha och familjen bracksteklar. Inga underarter finns listade i Catalogue of Life.